# Принцип раптового посилення патогенності
Принцип раптового посилення патогенності, принцип, згідно з яким  епідемії та  епіфітотії часто викликаються: 1) раптовим або швидким вселенням патогенного агента з потенційно високою швидкістю росту в  екосистему, в якій механізм регуляції його  чисельності відсутній або малоефективний; 2) різкими або дуже сильними змінами середовища, що призводять до зменшення енергії, необхідної для регуляції за принципом зворотного зв'язку або яким-небудь іншим чином, що порушує здатність системи до  саморегуляції.